# Alejandro Clara
Alejandro Clara (16 de octubre de 1990) es un deportista argentino que compite en judo.
Ganó dos medallas de plata en los Juegos Panamericanos, en los años 2011 y 2015, y dos medallas de bronce en el Campeonato Panamericano de Judo, en los años 2012 y 2013.

## Palmarés internacional
| Juegos Panamericanos    | Juegos Panamericanos  | Juegos Panamericanos | Juegos Panamericanos |
| Año                     | Lugar                 | Medalla              | Categoría            |
| ----------------------- | --------------------- | -------------------- | -------------------- |
| 2011                    | Guadalajara (México)  | Medalla de plata     | –73 kg               |
| 2015                    | Toronto (Canadá)      | Medalla de plata     | –73 kg               |
| Campeonato Panamericano |                       |                      |                      |
| Año                     | Lugar                 | Medalla              | Categoría            |
| 2012                    | Montreal (Canadá)     | Medalla de bronce    | –73 kg               |
| 2013                    | San José (Costa Rica) | Medalla de bronce    | –73 kg               |